# August Wilhelm Eberhard Christoph Wibel
August Wilhelm Eberhard Christoph Wibel (Emsbach, 1 de agosto de 1775 - Wertheim, 25 de diciembre de 1813 o 25 de enero de 1814) fue un botánico, micólogo, y médico alemán, aborigen de Emsbach, Öhringen.

## Algunas publicaciones
- 1797. "Dissertatio inaugvralis botánica primitiarvm florae Werthemensis sistens prodromvm /Qvam ... pvblice defendet avctor". Ed. Goepferdt. 40 pp.
- 1799. "Primitiae florae Werthemensis". 372 pp.
- 1800. "Beiträge zur Beförderung der Pflanzenkunde (Las contribuciones a la promoción de la ciencia de las plantas)". 115 pp. En línea

## Eponimia
Géneros
- (Asteraceae) Wibelia G.Gaertn., B.Mey. & Scherb.[1]
- (Asteraceae) Wibelia Roehl.[2]
- (Davalliaceae) Wibelia Bernh.[3]
- (Dennstaedtiaceae) Wibelia Fée[4]
- (Violaceae) Wibelia Pers.[5]